# موتور پمپ ابراهیم اخلاص‌پور
موتور پمپ ابراهیم اخلاص‌پور یک منطقهٔ مسکونی در ایران است که در دهستان ارزوئیه واقع شده‌است. موتور پمپ ابراهیم اخلاص‌پور ۵۲ نفر جمعیت دارد.